# Puymirol
Puymirol település Franciaországban, Lot-et-Garonne megyében. Lakosainak száma 903 fő (2022. január 1.). Puymirol La Sauvetat-de-Savères, Perville, Saint-Caprais-de-Lerm, Saint-Martin-de-Beauville, Saint-Pierre-de-Clairac, Saint-Romain-le-Noble, Saint-Urcisse és Tayrac községekkel határos.

## Népesség
A település népességének változása:
| Lakosok száma | 758  | 794  | 777  | 923  | 958  | 938  | 930  | 919  | 913  | 903  |
|               | 1968 | 1982 | 1990 | 2006 | 2013 | 2015 | 2017 | 2019 | 2020 | 2022 |